# Selenophanes cassiope
Selenophanes cassiope är en fjärilsart som beskrevs av Pieter Cramer 1776. Selenophanes cassiope ingår i släktet Selenophanes och familjen praktfjärilar. Inga underarter finns listade i Catalogue of Life.

## Bildgalleri

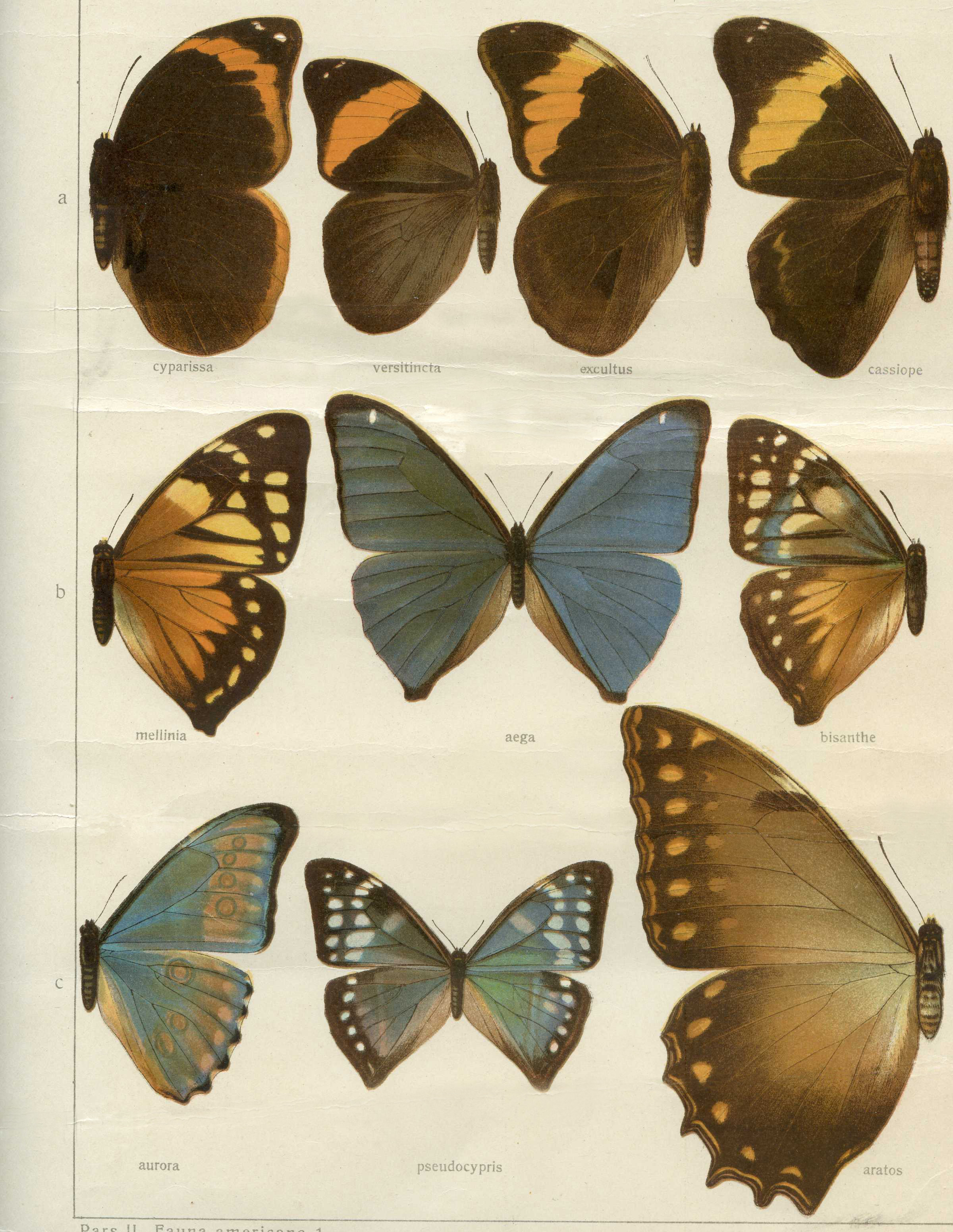